# Herbert Gruber
Herbert Gruber (9 de noviembre de 1942) es un deportista austríaco que compitió en bobsleigh en las modalidades doble y cuádruple.
Participó en tres Juegos Olímpicos de Invierno entre los años 1964 y 1972, obteniendo una medalla de plata en Grenoble 1968 en la prueba cuádruple. Ganó una medalla de bronce en el Campeonato Mundial de Bobsleigh de 1971 y una medalla de plata en el Campeonato Europeo de Bobsleigh de 1967.

## Palmarés internacional
| Juegos Olímpicos   | Juegos Olímpicos   | Juegos Olímpicos  | Juegos Olímpicos |
| Año                | Lugar              | Medalla           | Prueba           |
| ------------------ | ------------------ | ----------------- | ---------------- |
| 1968               | Grenoble (Francia) | Medalla de plata  | Cuádruple        |
| Campeonato Mundial |                    |                   |                  |
| Año                | Lugar              | Medalla           | Prueba           |
| 1971               | Cervinia (Italia)  | Medalla de bronce | Doble            |
| Campeonato Europeo |                    |                   |                  |
| Año                | Lugar              | Medalla           | Prueba           |
| 1967               | Igls (Austria)     | Medalla de plata  | Cuádruple        |